# Nad pięknym modrym Dunajem

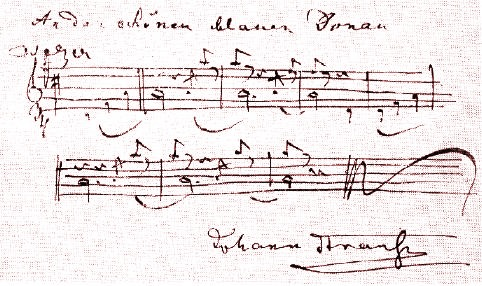
Kilka pierwszych taktów walca, rękopis autora

Nad pięknym modrym Dunajem (An der schönen blauen Donau, op. 314) – walc autorstwa Johanna Straussa II, skomponowany w 1867 roku.

## Historia utworu
Johann Strauss napisał ten utwór na zamówienie Wiedeńskiego Męskiego Towarzystwa Śpiewaczego. Miał on być wykonany po raz pierwszy na karnawałowym koncercie Towarzystwa. Strauss, który przedtem nigdy nie komponował na chór, zgodził pod warunkiem, że słowa powstaną dopiero po powstaniu walca, który zatytułował Nad pięknym modrym Dunajem. Tytuł ten nawiązywał do wiersza o Dunaju w Baja na Węgrzech, mieście rodzinnym poety Karla Becka, który był autorem słów. Później Franz von Gernerth napisał nowy, bardziej oficjalny tekst pieśni. Premierowe wykonanie chóralne w dniu 15 lutego 1867 roku spotkało się z dość chłodnym przyjęciem. Popularność walc zyskał dopiero w wersji instrumentalnej, a pierwsze takie wykonanie miało miejsce 18 lutego 1867 roku, pod dyrekcją samego kompozytora.

## Kompozycja
Strukturalnie, utwór opiera się na typowym schemacie formalnym i składa się ze wstępu, pięciu walców w formach binarnych lub ternarnych oraz cody.
| Wstęp                               | Walc 1          | Walc 2          | Walc 3          | Walc 4             | Walc 5              | Coda             |
| ----------------------------------- | --------------- | --------------- | --------------- | ------------------ | ------------------- | ---------------- |
| Część I (A-dur) Andantino 6/8       | Walc 1A (D-dur) | Walc 2A (D-dur) | Walc 3A (G-dur) | Intrada I (modul.) | Intrada II (modul.) | Motyw A (modul.) |
| Część I (A-dur) Andantino 6/8       | Walc 1A (D-dur) | Walc 2A (D-dur) | Walc 3A (G-dur) | Intrada I (modul.) | Intrada II (modul.) | Walc 2A (D-dur)  |
| Część I (A-dur) Andantino 6/8       | Walc 1A (D-dur) | Walc 2A (D-dur) | Walc 3A (G-dur) | Walc 4A (F-dur)    | Walc 5A (A-dur)     | Motyw B (modul.) |
| Część I (A-dur) Andantino 6/8       | Walc 1A (D-dur) | Walc 2B (B-dur) | Walc 3A (G-dur) | Walc 4A (F-dur)    | Walc 5A (A-dur)     | Walc 4A (F-dur)  |
| Część II (D-dur) Tempo di Valse 3/4 | Walc 1B (A-dur) | Walc 2B (B-dur) | Walc 3B (G-dur) | Walc 4A (F-dur)    | Walc 5A (A-dur)     | Motyw C (modul.) |
| Część II (D-dur) Tempo di Valse 3/4 | Walc 1B (A-dur) | Walc 2A (D-dur) | Walc 3B (G-dur) | Walc 4B (F-dur)    | Walc 5B (A-dur)     | Walc 1A (D-dur)  |
| Część II (D-dur) Tempo di Valse 3/4 | Walc 1B (A-dur) | Walc 2A (D-dur) | Walc 3B (G-dur) | Walc 4B (F-dur)    | Walc 5B (A-dur)     | Motyw D (D-dur)  |
| Część II (D-dur) Tempo di Valse 3/4 | Walc 1B (A-dur) | Walc 2A (D-dur) | Walc 3B (G-dur) | Walc 4B (F-dur)    | Walc 5B (A-dur)     | Codetta (D-dur)  |

Utwór rozpoczyna się w tempie spokojnie (Andantino), rozbudowanym wstępem w metrum 6/8, w tonacji A-dur z tremolującymi skrzypcami i rogiem. W stonowanym nastroju pojawia się znajomy temat walca, któremu odpowiadają akordy staccato instrumentów dętych. Na chwilę następuje wzrost dynamiki do głośnego pasażu, jednak szybko cichnie w spokojnym charakterze początkowych taktów. Kontrastowa i szybka fraza modulująca ku D-dur antycypuje rytm walca (zmiana metrum na 3/4), zanim trzy ciche, opadające nuty basowe wprowadzą główną, słynną melodię utworu.
Temat pierwszego walca (1A) w tonacji D-dur to znany, delikatnie wznoszący się motyw triady, grany przez wiolonczele i rogi w tonice, z towarzyszeniem harfy. Rytm walca wiedeńskiego akcentowany jest na końcu każdej 3-dźwiękowej frazy. Walc 1A triumfalnie kończy swoje rundy motywu, po czym staccato walc 1B wkracza w tonacji A-dur, zachowując ten sam świetny nastrój.
Walc 2A w tonacji D-dur przywraca utworowi płynność, ustępując krótkiemu kontrastującemu walcowi 2B w B-dur o błogich znamionach (Dolce), po czym fragment 2A się powtarza. Jest to jedyny walc utworu w formie trzyczęściowej (ABA).
Bardziej ponury walc 3A w tonacji G-dur zostaje zaprezentowany, po czym przechodzi w walc 3B, stanowiący zwiewną frazą melodyczną na ósemkach.
Walc 4A poprzedza głośna, czterotaktowa intrada, modulująca z G-dur w F-dur. Walc 4A wprowadza nastrój romantyczny; część ta jest zazwyczaj wykonywana w zwolnionym tempie. Charakterystyczny końcowy tryl i progresja akordów sugureje zmianę tonacji na d-moll, jednak nagły grzmot w forzando przywraca walc 4B do tonacji F-dur. Dynamiczna i radosna melodia walca 4B przywraca utworowi świetność i taneczność.
Ostatni, piąty segment również poprzedza intrada, tym razem wydłużona (10 taktów) i bardziej błyskotliwa, modulująca z F-dur w A-dur. Dźwięczne klarnety wymawiają przejmującą, opadającą melodię walca 5A, po czym melodia w trybie forte wkracza w kulminację całego utworu, którą jest bohaterski walc 5B, akcentowany dźwięcznymi uderzeniami talerzy perkusyjnych, charakterystycznymi pasażami kontrabasów i rytmicznymi wariacjami w basie.
Rozbudowana coda kończy utwór. Modulując ku tonacji D-dur, prezentuje najpierw nowy element melodyczny, po czym przywołuje sekcję 2A. Coda, modulując w kierunku F-dur, rozwija nowy materiał melodyczny – początkowo lekki i skoczny, później wściekły i dramatyczny – aż w końcu cichnie, wprowadzając romantyczny motyw walca 4A. Idylla zostaje przerwana, gdy walc poprzez modulujące ostinato cody powraca do tonacji D-dur i słynnego tematu 1A. Rekapitaulacja ta nagle urywa się, jakby nie została dokończona, po czym spokojna odmiana tematu 1A wkracza w końcowy dialog z trylującymi fletami, smyczkami i rogami. Kompozycja kończy się codettą – szalonym pasażem ósemkowym, gdzie powtarzane akordy toniczne podkreślają werble na tle pełnej orkiestry tutti.
Typowe wykonanie trwa około 10 minut i składa się z siedmiominutowego utworu głównego, który kończy się trzyminutową codą.